# Marcus Gayle
Pour les articles homonymes, voir Gayle.
 (février 2021).
Si vous disposez d'ouvrages ou d'articles de référence ou si vous connaissez des sites web de qualité traitant du thème abordé ici, merci de compléter l'article en donnant les références utiles à sa vérifiabilité et en les liant à la section « Notes et références ».
Marcus Anthony Gayle, né le 27 septembre 1970 à Hammersmith, est un footballeur anglais ayant pris la nationalité jamaïcaine.

## Carrière
Natif d'un quartier londonien, Gayle commence sa carrière de joueur professionnel à Brentford. Il est prêté au club finlandais de Kuopion Palloseura pour jouer la saison 1990 du championnat finlandais. Lorsqu'il retourne à Brentford, le nouvel entraîneur Phil Holder lui donne sa chance et fait de lui un titulaire. En 1992, Brentford remporte le championnat d'Angleterre de troisième division. En 1994, après la relégation du club, Gayle est transféré avec son coéquipier Gary Blissett au Wimbledon Football Club, pour un montant de 250 000 livres. Wimbledon évolue, à ce moment, en première division.
Marcus Gayle fait ses débuts à Wimbledon très peu de temps après son arrivée officielle. Il devient titulaire, ratant seulement quatre matchs en 1995-1996. La saison suivante, il inscrit treize buts et fait sensation car il marque le seul but du match entre Wimbledon et Manchester United lors du quatrième tour de la FA Cup, permettant à son équipe de se qualifier.
En 1998, il est sélectionné pour la première fois en équipe nationale jamaïcaine. Retenu pour jouer la Gold Cup 1998, il inscrit un but contre Salvador. Gayle est aussi sélectionné pour jouer la coupe du monde 1998 et il dispute seulement un match, contre le Japon.
Avec Wimbledon, Gayle connaît des moments difficiles. En effet, le club est relégué à la fin de la 1999-2000. Après une campagne désastreuse avec la Jamaïque lors de la Gold Cup 2000, il reste à Wimbledon durant la saison 2000-2001 avant de signer à la fin de la saison pour le Rangers FC, club écossais, pour un million de livres. Il ne fait que quatre apparitions avec le maillot bleu de Glasgow et il est cédé au club de Watford pour, là-aussi, un million de livre.
Gayle arrive à inscrire cinq buts lors de ses quatorze premiers matchs avec Watford avant de déclarer forfait pour le reste de la saison 2001-2002. La saison suivant son retour, l'entraîneur Ray Lewington décide de le changer de poste, le faisant travailler aux postes de milieu de terrain ou encore de défenseur. Gayle et Watford arrivent jusqu'en demi-finale de la coupe d'Angleterre 2002-2003 et le jamaïcain inscrit le seul but de son équipe face à Southampton (défaite 2-1). Il est nommé meilleur joueur de Watford de la saison 2002-2003.
Diminué par les blessures, Marcus quitte Watford en 2005 et retourne à Brentford, le club de ses débuts. Après sa libération, il joue pour des clubs amateurs de la ligue anglaise.

## Palmarès
- Champion d'Angleterre D3 : 1991-1992 (avec Brentford)
- Meilleur joueur de Watford de la saison 2002-2003